# ヴェネチア (小惑星)
ヴィネチア (487 Venetia) は小惑星帯に位置する小惑星。1902年7月9日、ルイージ・カルネラがハイデルベルク天文台で発見した。
イタリアの都市、ヴェネツィアに因んで名付けられた。